# Step Pontyjski
Step Pontyjski, Step Pontyjsko-Kaspijski – region przyrodniczo-geograficzny na południu Europy Wschodniej, na granicy z Azją.
Step Pontyjski rozciąga się na północnych wybrzeżach Morza Czarnego i Azowskiego, na obszarze na północ od Kaukazu i na północ od Morza Kaspijskiego. Zajmuje południową i wschodnią Ukrainę, południową część europejskiej Rosji i zachodnią część Kazachstanu. Stanowi zachodni kraniec Wielkiego Stepu, sięgający do ujścia Dunaju po południowy Ural. Od północy graniczy, poprzez pas lasostepu, z lasami strefy klimatu umiarkowanego. Na północnym wschodzie przechodzi w Step Kazachski. Na południowym wschodzie graniczy z Pustynią Nadkaspijską. Powierzchnia Stepu Pontyjskiego wynosi 994 tys. km².